# 萨普协会

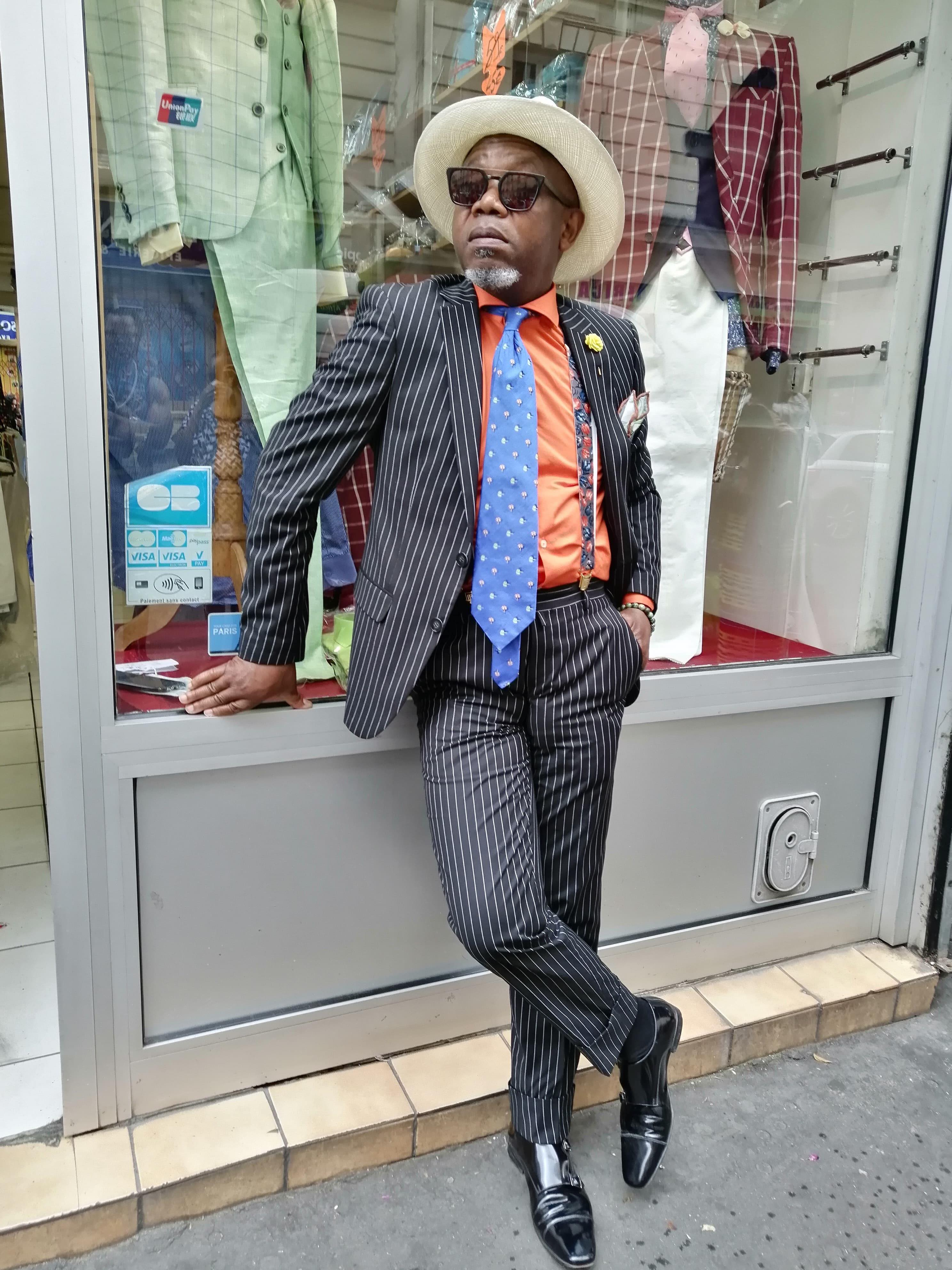
萨普文化代表人物乔斯林·阿梅尔（Jocelyn Armel）在自己位于巴黎的服装店前

萨普协会（法語：La Sape），是“格调营造者和优雅人士协会”（法語：Société des Ambianceurs et des Personnes Élégantes）的首字母简称，代表一种集中于刚果民主共和国金夏沙和刚果共和国布拉柴维尔等城市的次文化社会运动，其主要特征是追求衣着的精致、得体、华丽乃至奢侈。“Sape”一词在法语中有“服饰”的含义；践行萨普文化的人被称为“萨普人”。

## 历史

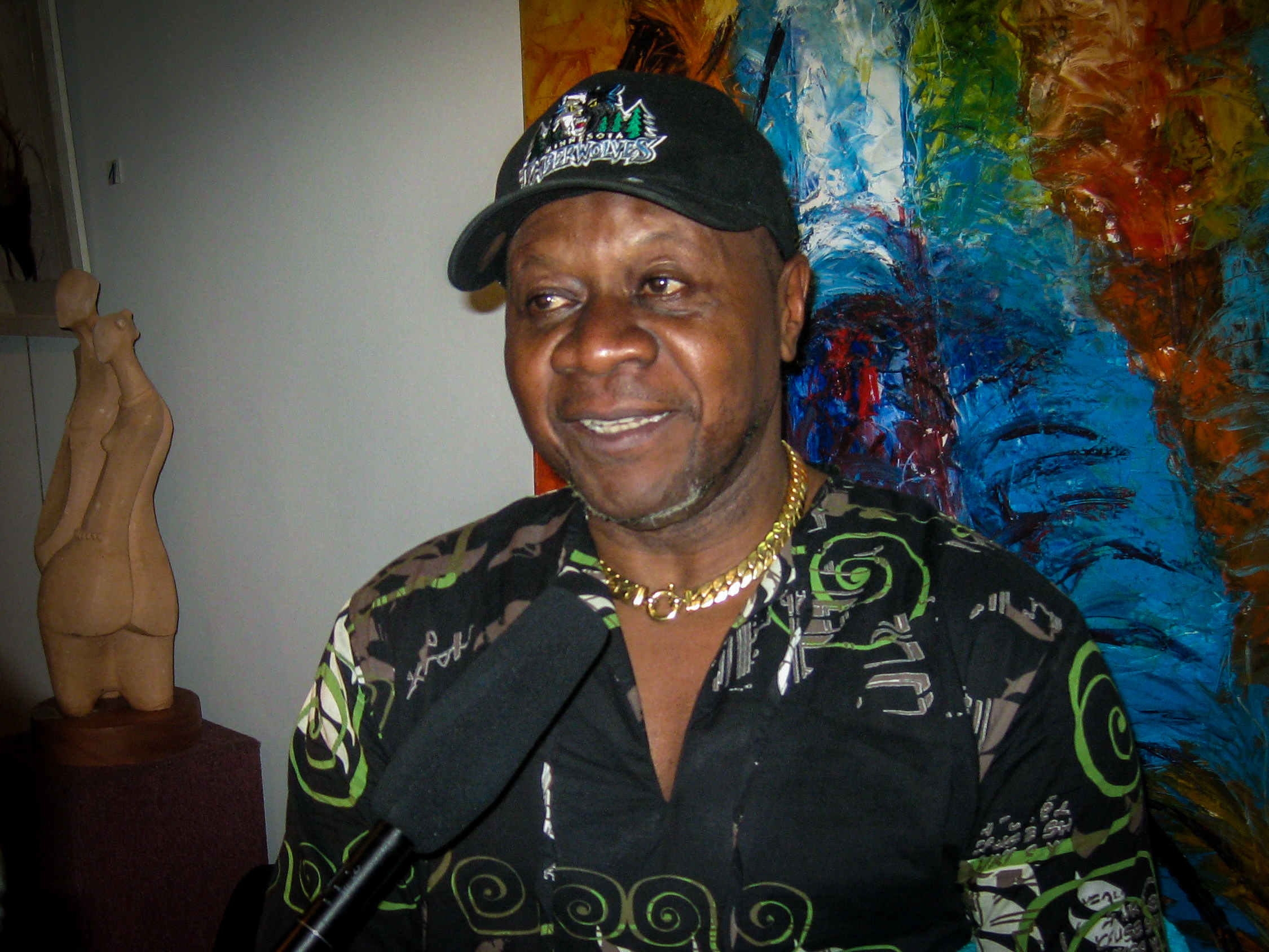
刚果民主共和国音乐人温巴老爹（Papa Wemba）是萨普文化的代表人物和发起者之一

作为一种社会文化现象，萨普协会确切的起源并不十分明晰。一般认为这种服饰文化的根源最早可以追溯到19世纪末、20世纪初的殖民时期，20世纪20年代起在刚果发端。西方服饰文化是由法国、比利时殖民者带入刚果的，为殖民者服务或与其来往密切的一部分刚果人接触到这些现代产物后，一方面加以效仿、推崇，另一方面则也感受到包含在其中的不平等地位。学者迪迪埃·贡多拉认为，从殖民母国来到刚果的劳工——刚果人称之为“海岸人”（bapolo）——激起刚果人反抗法国、比利时殖民主义带来的不平等，他们开始效仿殖民宗主的服饰风格，并化为己用；一些刚果人“被海岸人男士服饰的势利和精致优雅所吸引，拒绝了宗主的二手衣服，成为了不知疲倦的消费者和狂热的鉴赏家，他们花费微薄的薪水，挥霍无度地购买最新的巴黎时装”。
城市作为殖民者和本土富有及上流阶层的聚集地，成为这种耗资不菲的服饰文化最早有条件流行开来的空间。大多认为萨普文化的早期形式是在当时的法属赤道非洲首府布拉柴维尔（今刚果共和国首都）兴起，并在之后传播到与其隔刚果河相望的比属刚果首府利奥波德维尔（今刚果民主共和国首都金沙萨，1966年蒙博托掌权后更名）的，尽管这一说法尚存争议。二战结束后的50年代，以学生和二战参战士兵为代表的刚果侨民从欧洲回到刚果，进一步带入了欧洲的高档服饰及其时尚文化。
70年代，这种服饰文化取得了较大的发展，以刚果民主共和国音乐人温巴老爹（Papa Wemba）为代表的一些艺术从业者发扬、推广了精致、吸人眼球的服饰穿搭，使其逐渐成为一种文化符号和现象。六、七十年代，刚果伦巴及其衍生音乐风格发展起来，温巴老爹是其中代表人物之一，他在70年代组建的乐团“音乐万岁”在视觉风格方面以其奢侈、考究的服饰穿搭而著称。一些资料认为“格调营造者和优雅人士协会”这一名词及其简称“萨普”正是由温巴老爹创造并推广的，但关于这一语汇的确切来源尚无定论，说法不一。同一时期，这种服饰文化在民主刚果开始受到打压。蒙博托治下的民主刚果在1971年改称扎伊尔后，开展了“真实性运动”，颁布了一系列旨在去除欧洲殖民主义和西方文化影响、推崇本土文化的政策，包括禁止穿着西服、佩戴领带，并设计了名为“abacost”的无领上衣作为官方规定的男子正装，穿戴西式服装的萨普文化因而被视为一种威胁；20世纪80年代，扎伊尔政府曾出台禁止萨普人在公共场合出现的命令，萨普文化因此被赋予了抵抗国家强权的意味。相关政策在90年代蒙博托倒台后解除。
80年代，萨普协会作为一种文化现象开始得到国际认知。1984年，学者贾斯汀-丹努埃尔·甘杜卢对这一现象首次进行了社会学研究。同一时期，法国的刚果留学生组织“刚果学生之家”（Maison des Étudiants）成为萨普文化在旅法刚果侨民中的一个中心，也使萨普文化进一步为外界所知。民主刚果音乐人斯特沃斯·尼亚科斯是萨普文化的另一位代表人物，也活跃于这一时期，以其对欧洲奢侈品服饰的品味而知名；在去世后，他被许多当代萨普人视为“萨普教皇”。

## 现象概述

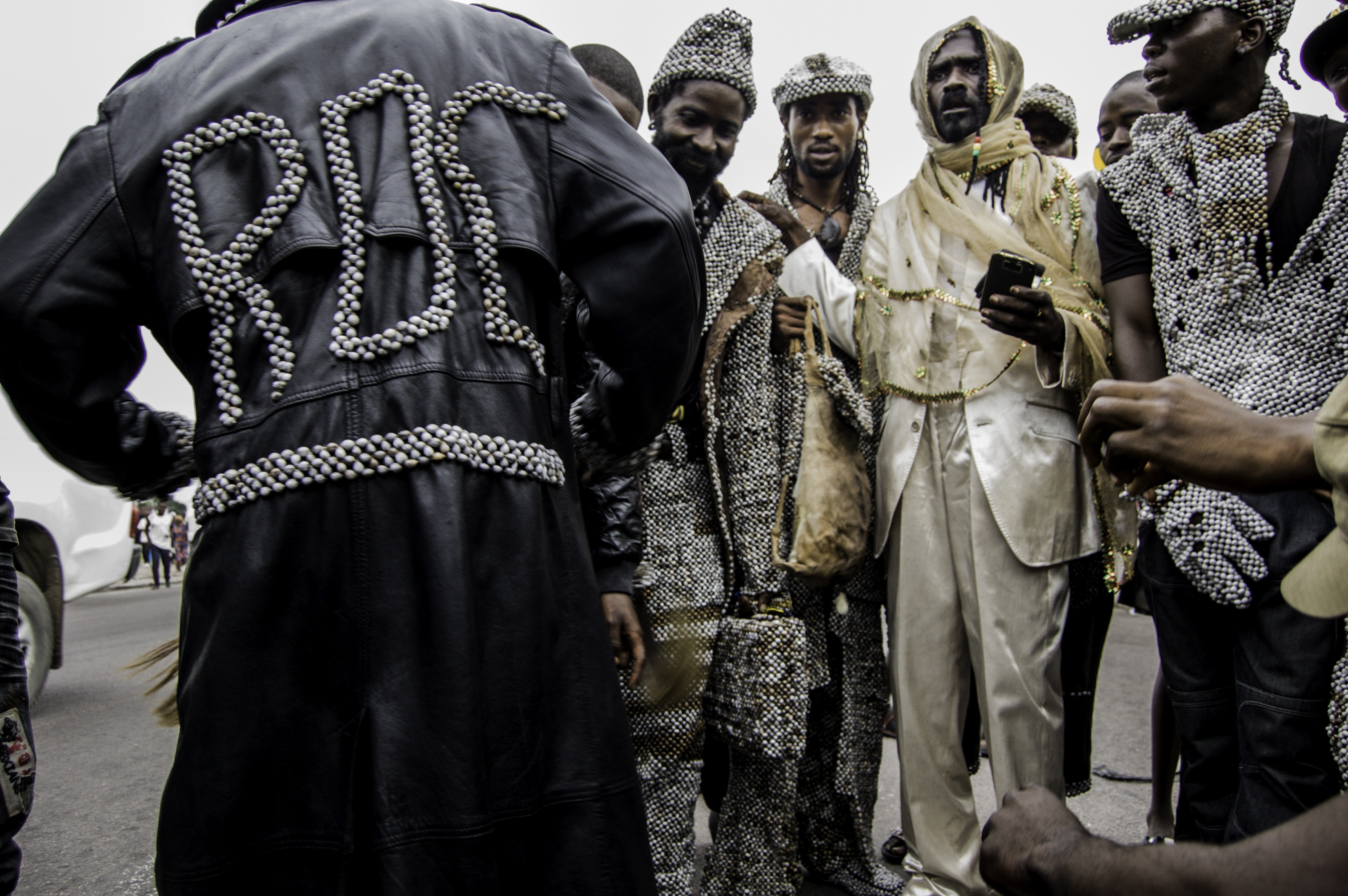
金沙萨的萨普人在斯特沃斯·尼亚科斯逝世纪念日上穿戴带有传统串珠的服饰（2015）

### 时尚风格与活动
萨普文化推崇的服饰穿搭风格传统上以西式男装为基本元素，一般为三件式（外套、长裤、马甲），并与领带、衬衫、皮鞋、墨镜、帽子、手杖等配饰组成搭配，追求色彩鲜明艳丽、搭配和谐，打造独特的个人风格。穿戴好的萨普人会在街头行走，展示、炫耀自己的服装，以便吸引他人的注意、欣赏和尊重，同时“营造格调”。在其间，萨普人往往会彼此竞争，比较谁的穿搭更为出众或是奢华。萨普人往往会成为当地社区中的名人。
在萨普人之间，对于服装搭配有一条不成文的规则广泛流传，即全身服饰搭配的颜色不宜超过三种。
在刚果民主共和国，萨普人在每年的2月10日，即“萨普教皇”斯特沃斯·尼亚科斯逝世纪念日当天盛装聚集于其位于金沙萨的墓地附近，以向其致敬。这种带有仪式性的活动是当地萨普文化的一个重要展示窗口。

### 经济基础

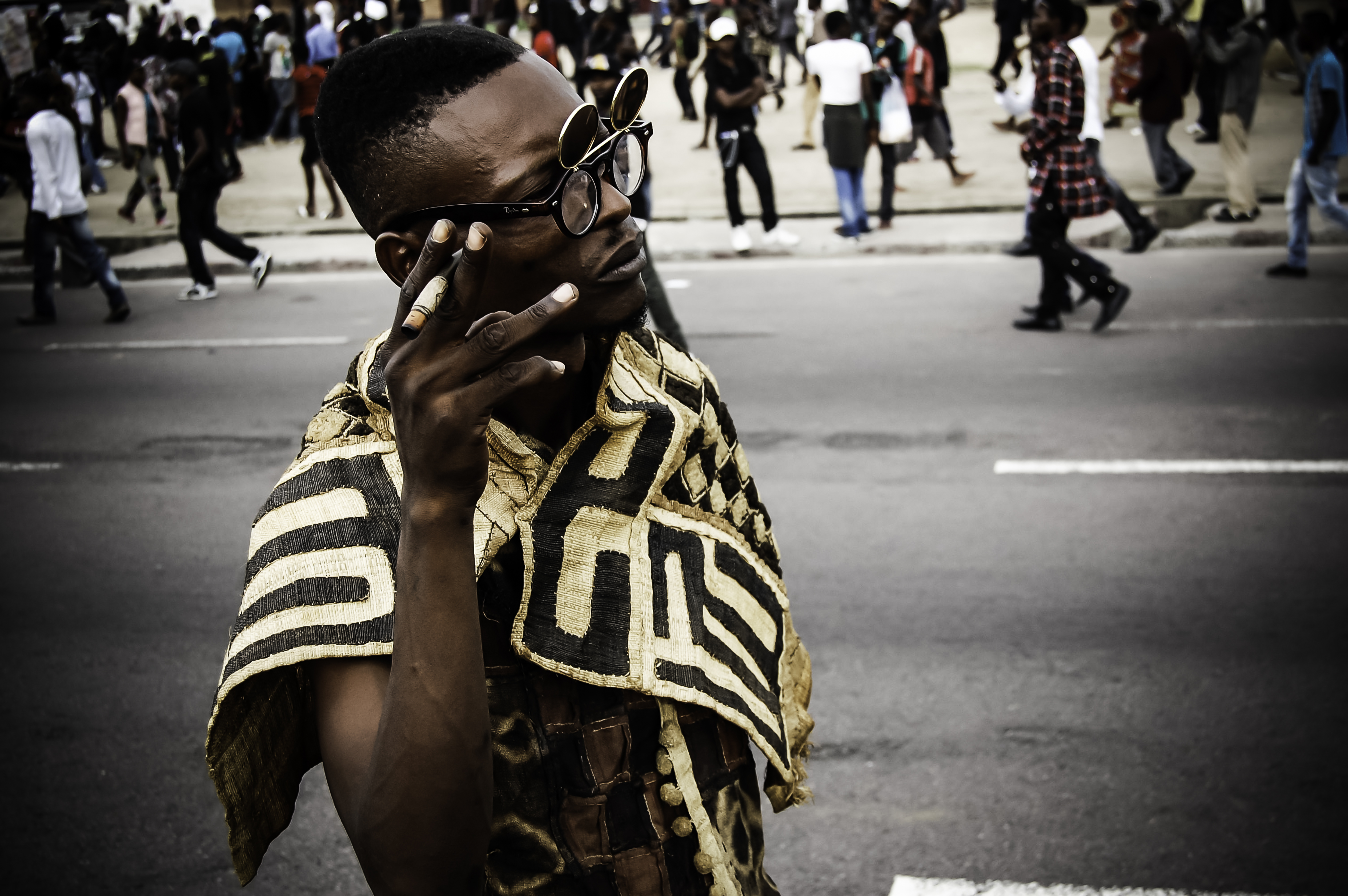
刚果民主共和国开赛省的萨普人（2014）

在早期，来自欧美的昂贵服饰是以得体、精致为特色的萨普文化的必需品，其费用通常只有社会地位、经济实力较高的人群才能负担。以斯特沃斯·尼亚科斯（本名阿德里安·蒙贝莱）为例，他出身于金沙萨一个太凯人权贵家庭，从小即有条件穿戴西式服饰。金沙萨国家艺术学院学者安德烈·约卡·莱伊指出，民主刚果独立前曾经历过经济较为繁荣的时期，对欧洲服饰和生活品质的追求有了其存在的经济基础；而在60年代以来至上世纪末，刚果经历了经济衰退和政治动荡，追求穿着体面、奢华成为体现展现个人财富和实力的方式，尽管这种炫耀和挥霍往往是超出实际财富水平的。
时至今日，尽管一些萨普人支持穿戴刚果本地生产或个人自行设计制作的服装，但与此同时，许多萨普人仍追求拥有来自法国、意大利等地高档时尚品牌的服装和配饰。不论所穿戴服装的来源如何，维持这项业余爱好的花费不菲。萨普人大多从事的是一般职业，收入有限，为了购买服装经常需要放弃其它改善生活方式的机会；他们整洁、华丽的服装往往与其较差的居住和生活环境形成反差。在事实经济条件的限制下，转买转卖二手服装，或是共享、借用服装十分常见；穿戴高端品牌的仿冒品虽然往往受到鄙视，但实际上仍不鲜见。

### 文化内涵

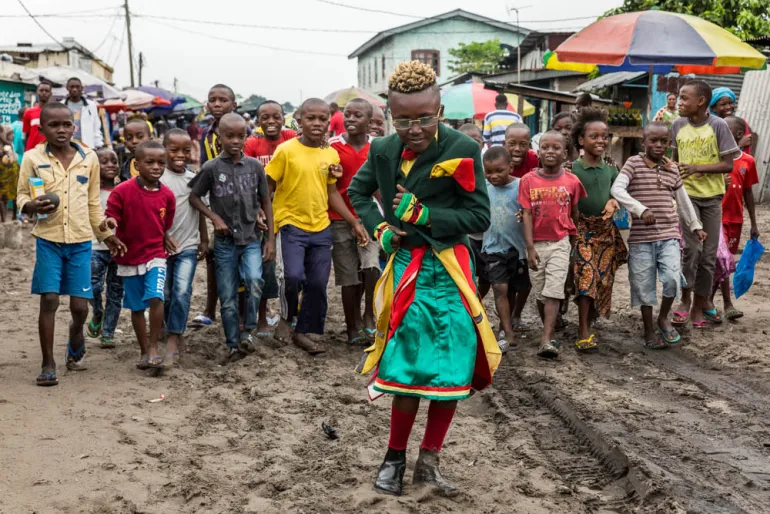
布拉柴维尔巴刚果区街头穿戴萨普风格服饰的儿童（2024）

萨普文化部分起源于刚果人对西方社会与文化的崇尚。许多人追求西装服饰的动机是对于欧洲生活方式的向往，对前宗主国法国、比利时，尤其是巴黎的风尚推崇备至，往往认为人生没有到过巴黎是“一大罪过”。其中一部分人最终长居于欧洲，这也令欧洲刚果侨民群体成为萨普文化向刚果本土输出的源头。在刚果民主共和国，曾在比利时殖民统治下接受了西方文化和生活方式的刚果上层人群不仅拥有购买外来奢侈品服饰的经济能力，在文化和思想上也靠近西方，他们自称为“进化者”。
此外，萨普文化的流行还缘于对奢侈生活方式的追求和模仿。一些萨普人尤为强调对昂贵名牌服饰的近乎崇拜式的追求，将对奢侈品的崇尚以及穿搭技巧教条化。萨普文化在刚果民主共和国有“Kitendi宗教”的别称（“kitendi”一词在林加拉语中意为服装、布料）；这一名称来自于“萨普教皇”斯特沃斯·尼亚科斯的音乐曲目“La Religion Ya Kitendi”，他在其中表达了对于穿着体面的追求。尼亚科斯本人则以对奢侈生活方式的炫耀而知名。
随着萨普文化的发展和推广，它常常被赋予新的内涵，乃至被赋予超出时尚本身层面的价值观念，尤其是在新一代萨普文化的践行者中间，他们希望让这种文化摆脱旧有的负面形象。例如，一些萨普人不再强调必须穿戴原产自欧美等地的名牌服饰，而是选择穿戴刚果本地生产或自制的服装，注重美观、富于个性的服装搭配本身，不片面追求服装的奢侈和昂贵。许多萨普文化的践行者则认为除了在衣着华丽、时尚、得体，引人注目之外，其个人的行为举止也应具备风度；一些人提出萨普人应有其所遵守的准则，包括拒斥暴力、注重礼节、尊重他人等。温巴老爹则为这项文化运动在衣着得体之外引入了推广洁净、卫生生活习惯的内涵。

### 社会影响

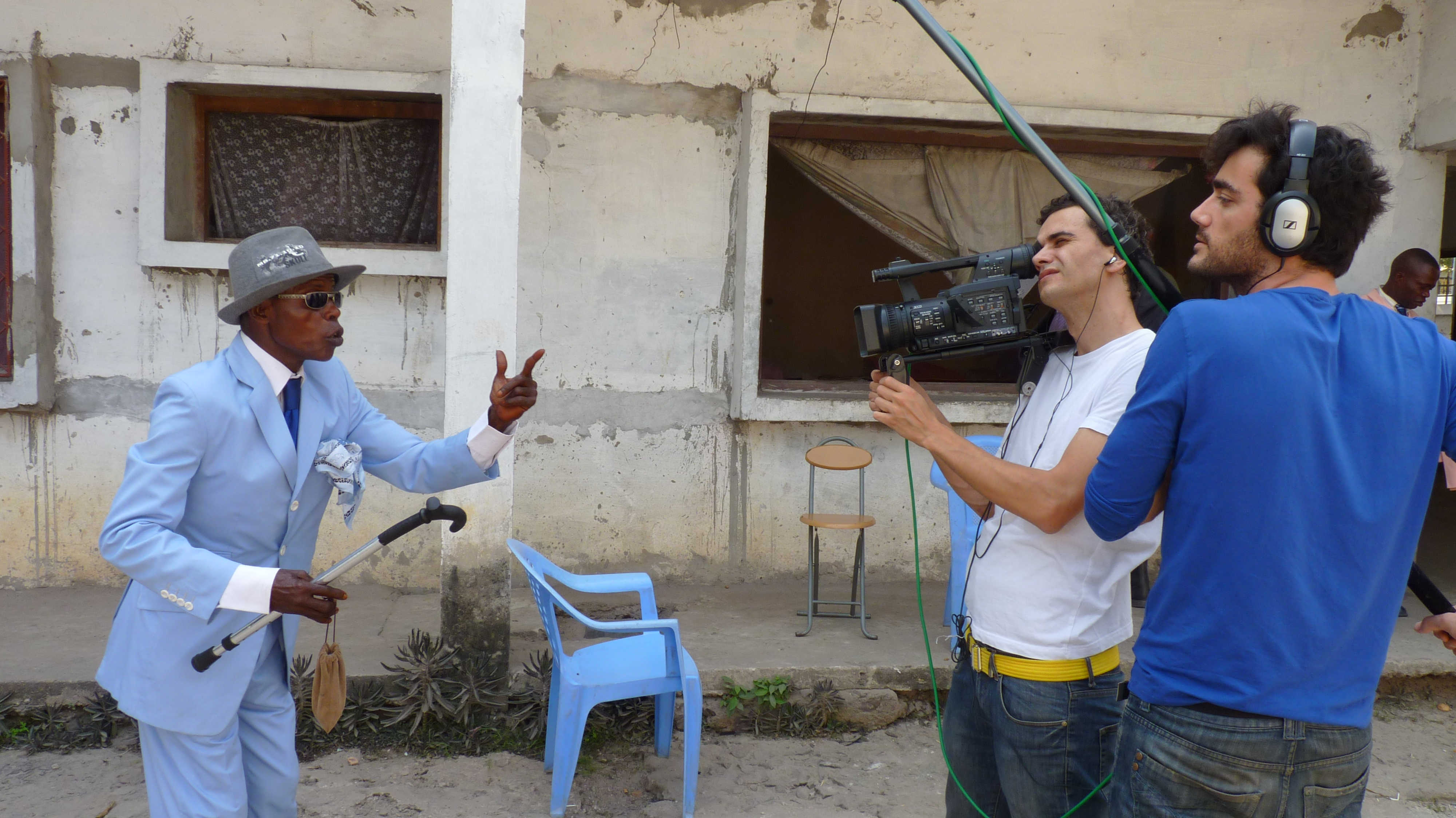
一名布拉柴维尔当地的萨普人在接受西班牙纪录片制作人的采访（2010）

依照惯例，萨普文化的参与者仅有男性，但女性的参与也在增加。女性萨普人被称作“sapeuse”，与男性萨普人“sapeur”相对应。她们的服装搭配中许多仍为男装，常呈现出较为中性的穿搭风格。
有评论认为，刚果共和国、刚果民主共和国均曾经受殖民主义、政治动荡、内战、腐败、贫困和饥饿的困扰，萨普人对服饰及风度的追求有助于平息内部纷争，营造和平、积极的氛围；萨普文化因此受到政府的支持和认可。刚果人成为萨普人、践行萨普文化可被理解为在当地的欠发达社会中谋求自信、自尊和社会尊重的方式。另一方面，相关批评则指出参与萨普文化耗资不菲，往往引导参与其中的个人忽视生活基本需要或切实改善生活条件的机会。此外，萨普文化中存在的片面追求奢侈服装的因素被指为轻浮、脱离实际，尤其是在刚果民主共和国，在其内部动荡持续（如活跃于东部的反政府武装3月23日运动）、局势不稳的背景下，人们“不应该穿得像马戏团小丑”。另有观点认为，萨普文化中盲目追求欧洲昂贵服饰的取向是精神殖民的表现，指出应鼓励非洲本土时尚品牌和设计的发展。
萨普文化的多重内涵和价值取向受到广泛探讨。它“游走于反抗的标志与消费主义的简单分类之间”，代表对主流文化元素的重新利用，体现了后殖民主义时代身份认知与文化的复杂性。温巴老爹曾声称：“白人发明了服装，我们却用这些服装创造艺术。”评论认为，在娱乐自身和大众之余，萨普文化代表了对现实生活困境的一种对抗、对生活忧虑的一种排遣，乃至体现出现代非洲文化的主体性，是对殖民历史、殖民者文化的某种揶揄。

### 文化影响
在刚果共和国、刚果民主共和国，萨普协会、萨普文化作为当地一种典型的文化现象，已成为其具有代表性和国际知名度的文化元素之一。
2015年，巴黎东京宫举办了以萨普协会时装风格为专题的展览。在金沙萨举办的2023年法語圈運動會开幕式上，出现了萨普人及其服装的表演。
美国歌手索朗·诺尔斯在其发行于2012年的单曲《Losing You》的MV中邀请了萨普人出演。2014年，啤酒发行了一则以萨普人为主角的广告。由肯德里克·拉马尔、诗莎（SZA）演唱，发行于2018年的电影《黑豹》原声带首发单曲《All the Stars》的MV中，萨普风格服装作为非洲服饰的代表之一在其中出镜。
生于刚果共和国、曾效力于NBA的篮球运动员塞爾吉·伊巴卡以其服饰品味知名，他曾表示自己对时尚的兴趣和灵感来源于萨普文化。

## 图集

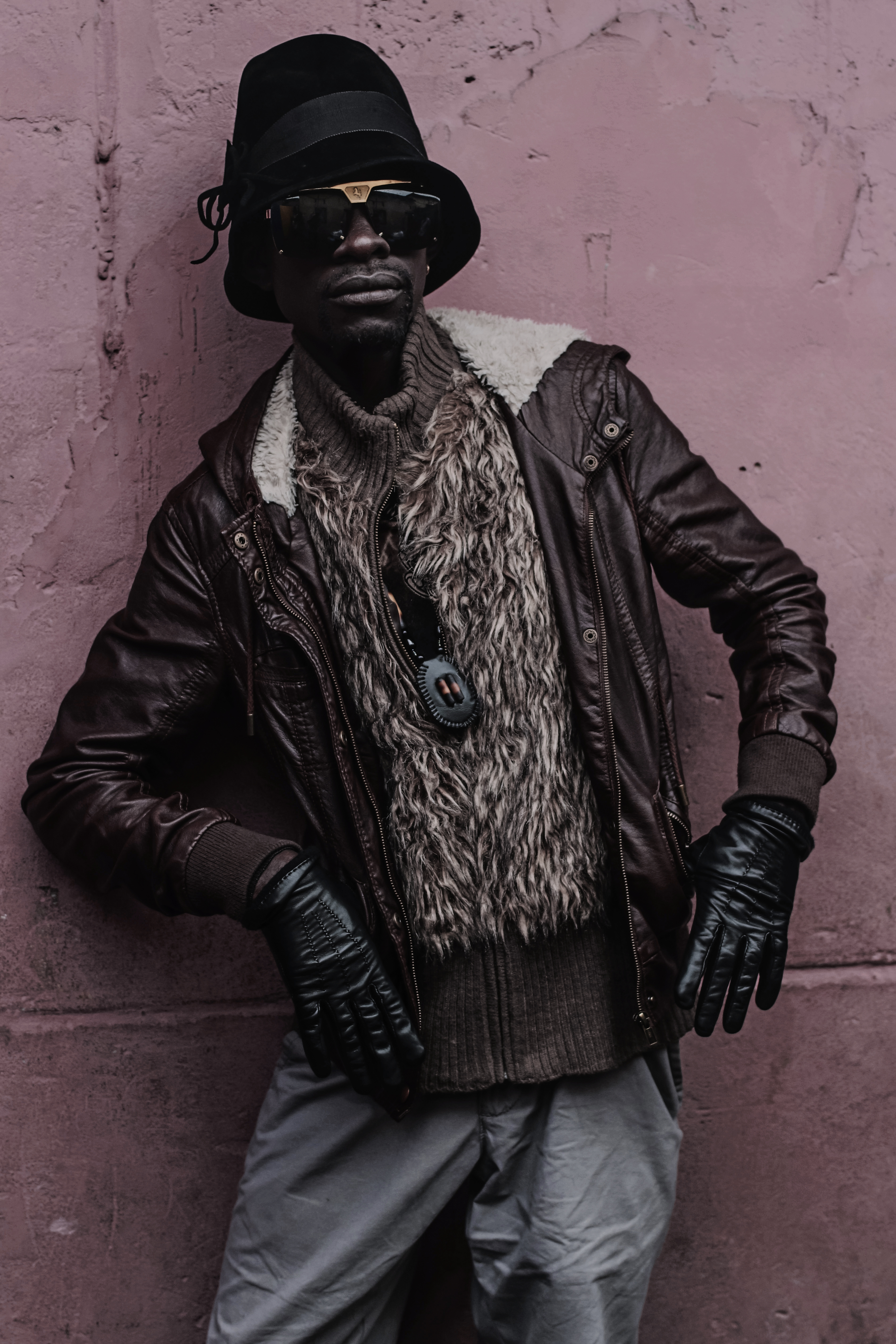
金沙萨的萨普人（2015）
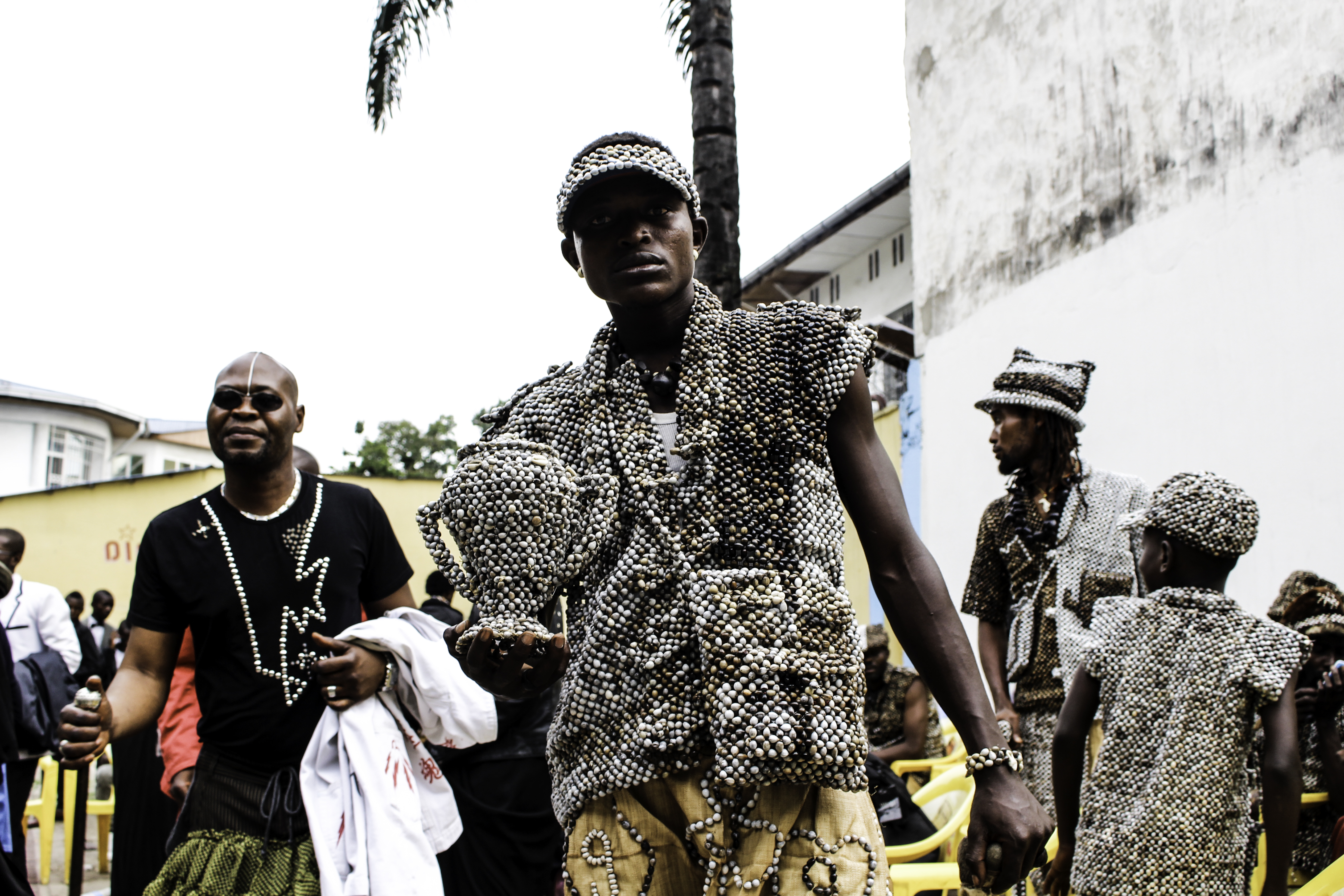
金沙萨的萨普人在斯特沃斯·尼亚科斯（法语：Stervos Niarcos）逝世纪念日上穿戴带有传统串珠的服饰（2015）
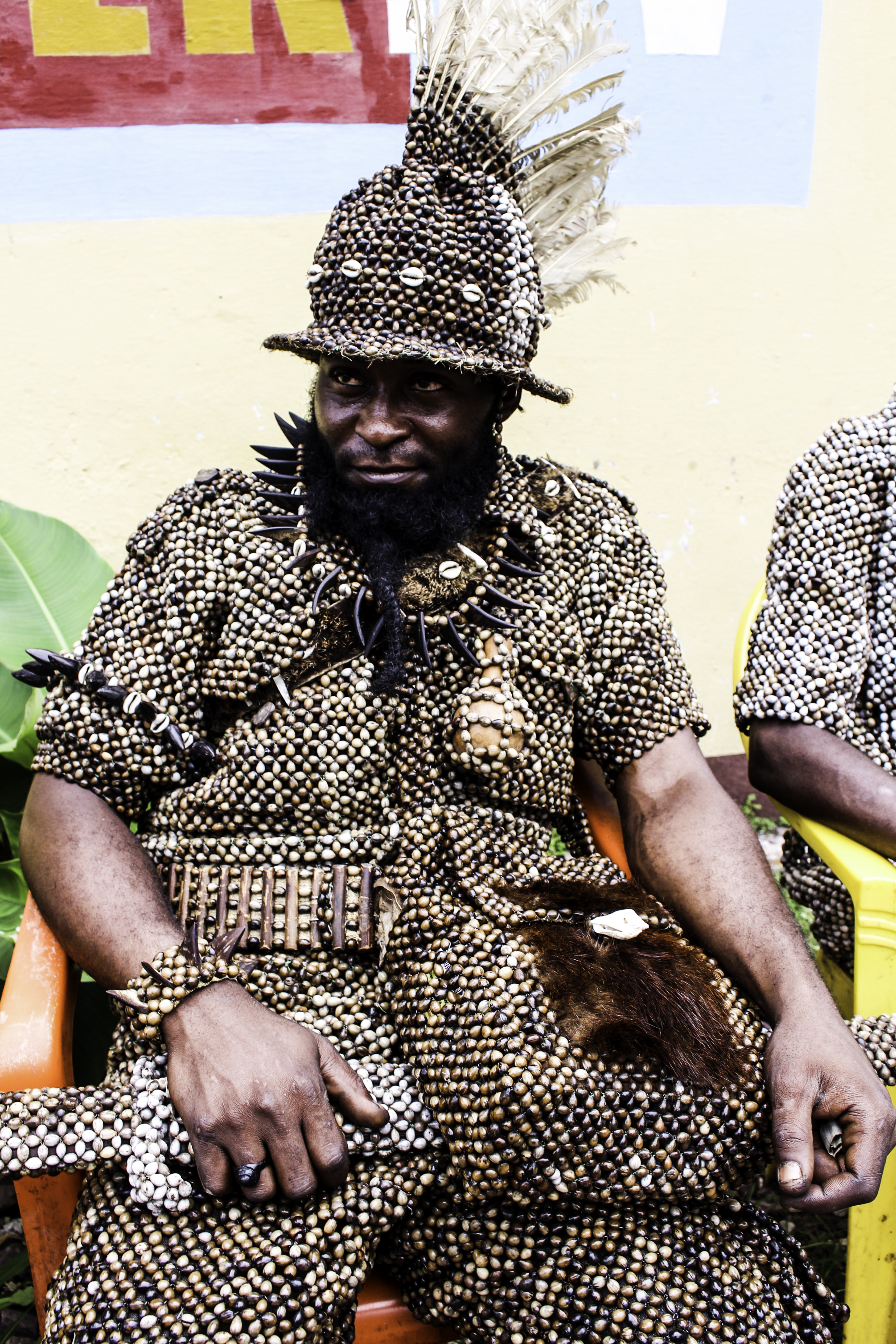
金沙萨的萨普人在斯特沃斯·尼亚科斯逝世纪念日上佩戴模仿刚果国王恩津加·恩库武（英语：João I of Kongo）样式的头盔参加表演（2015）
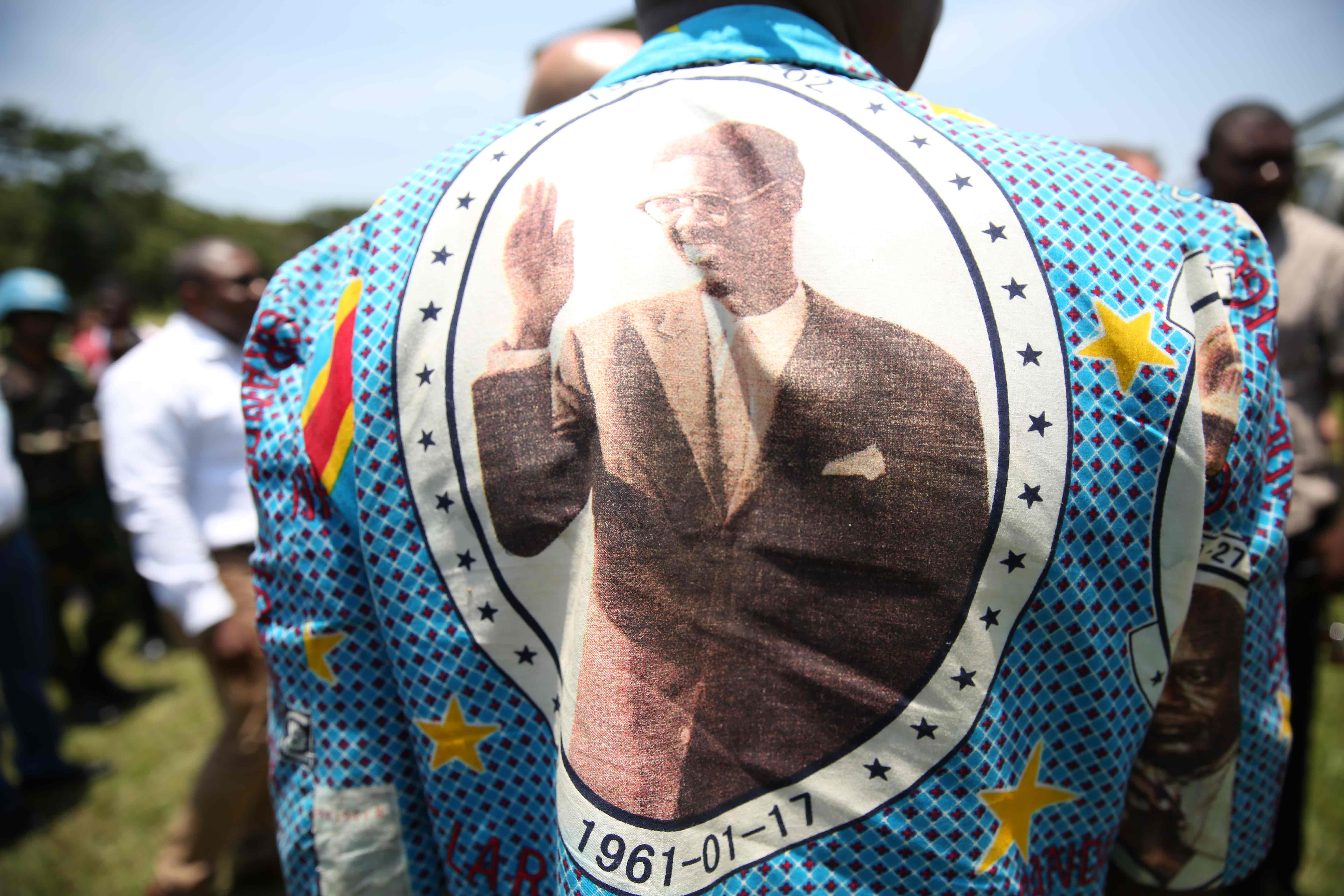
刚果民主共和国伊图里省的萨普人身着绘有卢蒙巴像的衬衫（2015）
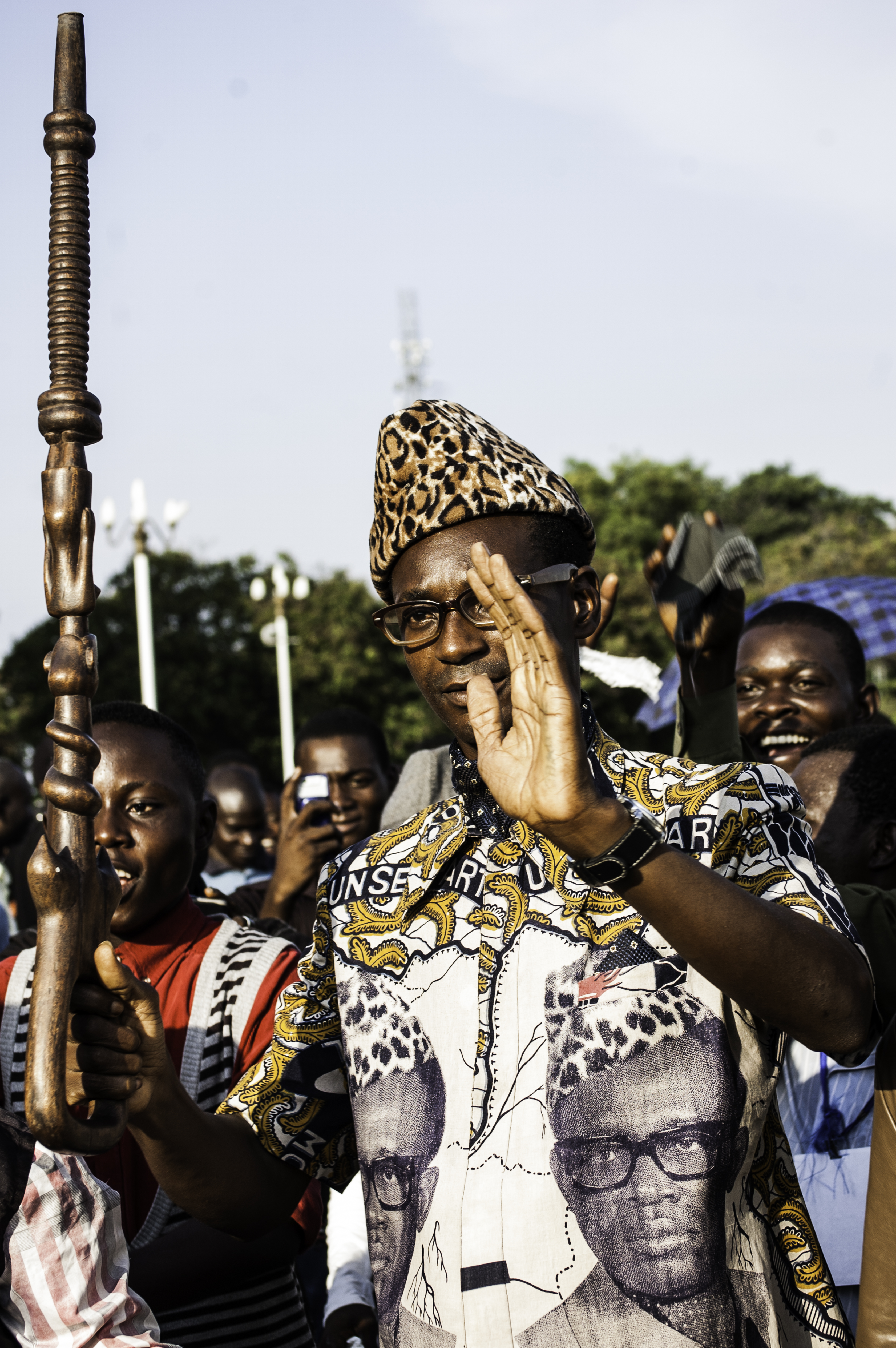
刚果民主共和国的萨普人穿着模仿蒙博托的帽子、眼镜和绘有其肖像的衬衫（2014）